# St.-Benedikt-Gymnasium Alytus
Das St.-Benedikt-Gymnasium Alytus (lit. Alytaus šv. Benedikto gimnazija) ist ein allgemeinbildendes konfessionelles  Gymnasium der litauischen Stadt Alytus im Bezirk Alytus. Es ist nach Benedikt von Nursia  (480–547), dem Begründer des abendländischen Mönchstums, benannt. Die Stadtgemeinde Alytus ist mit 81,8 % der Anteile Hauptträger der Schule. Die Stadt Alytus und die Kurie des römisch-katholischen Bistums Vilkaviškis sind Gesellschafter des Gymnasiums. Als einzige Schule in Südlitauen nimmt das Gymnasium seit September 2021 am Programm der International Baccalaureate Organisation teil und vergibt deren International Baccalaureate Diploma.
Im Gymnasium gibt es 33 Klassen. Eine seelsorgerische Tätigkeit wird von katholischen Geistlichen ausgeführt. Es gibt 46 Arbeitsgemeinschaften für die künstlerische, kulturelle, christliche und sportliche Förderung. Seit 2017 gibt es eine fächerübergreifende naturwissenschaftliche Förderung in den Klassen 5–8. Die Grundschüler nutzen den interaktiven FuncTronic-Fußboden. Der Schwimmunterricht findet im eigenen Schwimmbad der Schule statt.
Gemeinsamer Unterricht und verschiedene Tätigkeiten wird zusammen mit mehreren Hochschulen des Landes organisiert und ausgeführt. Das Gymnasium nimmt am Erasmus+-Programm der Europäischen Union zur Förderung der Zusammenarbeit von Bildungseinrichtungen und der Mobilität, teil.

## Geschichte

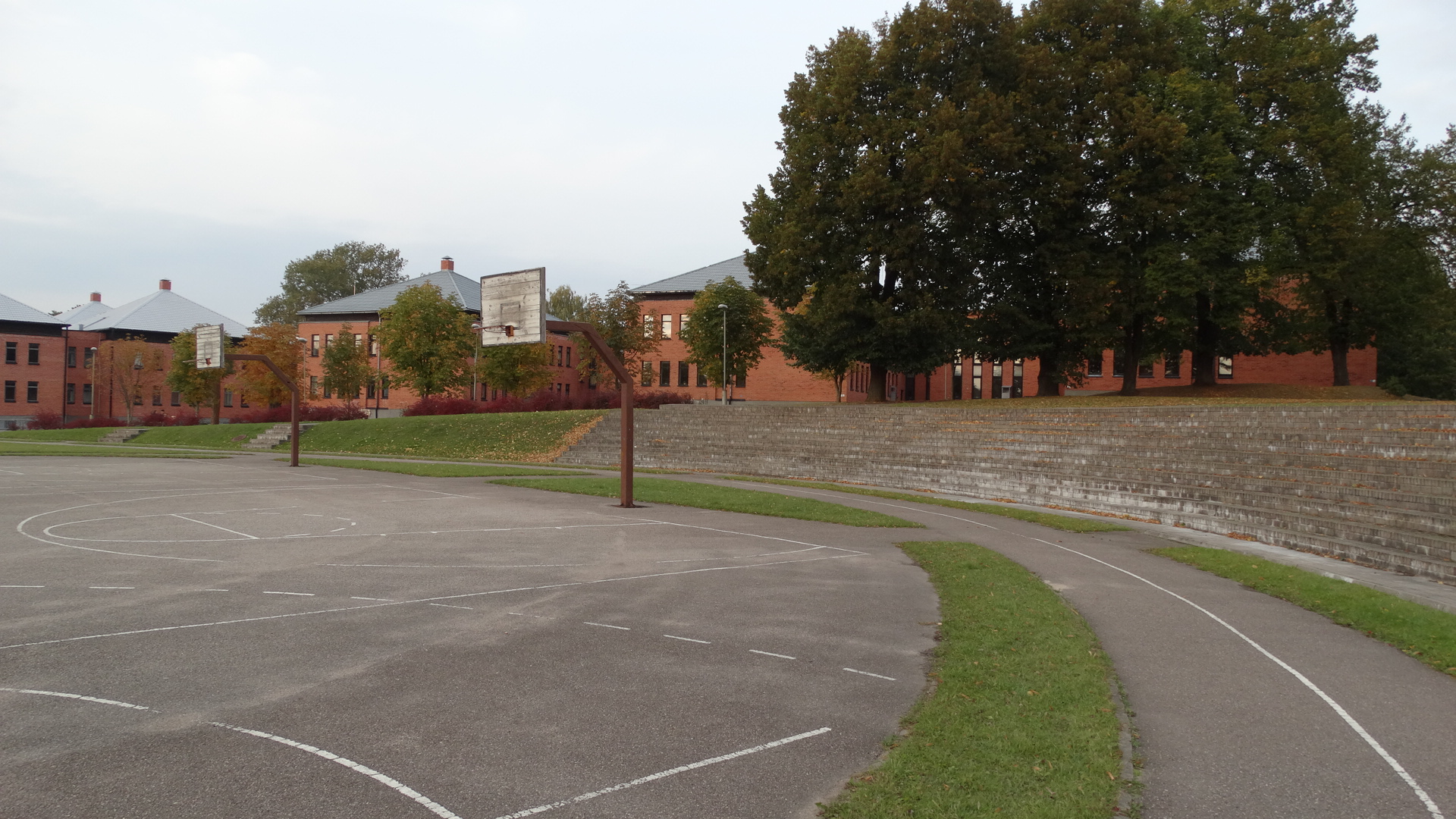
Schulstadion

Am 3. Oktober 1991 beschloss der Rat der Stadtgemeinde Alytus, eine katholische Grundschule in der im Bau befindlichen Grundschule im Mikrobezirk Vidzgiris der Stadt Alytus zu errichten. Die Initiative ging von Juozas Gražulis, Dekan des Dekanats Alytus, und Kęstutis Miliauskas, Direktor der Jotvingiai-Sekundarschule Alytus, aus. Am 8. Mai 1992 segnete der Bischof Juozas Žemaitis MIC, Leiter des Bistums Vilkaviškis, den Grundstein der katholischen Grundschule. Am 2. September 1996 versammelte sich die Stadtgemeinde zur Eröffnungs- und Segnungsfeier der Schule.
Auf Beschluss des Stadtrats Alytus vom 23. April 1998 wurde die katholische Sekundarschule Alytus (lit. Alytaus katalikiškoji vidurinė mokykla) zum 1. September 1998 in St.-Benedikt-Sekundarschule Alytus (lit. Alytaus šv. Benedikto vidurinė mokykla) benannt. Am 15. Februar 2000 unterzeichneten der Stadtrat von Alytus und die Diözese Vilkaviškis eine Vereinbarung. Der Minister für Bildung und Wissenschaft der Republik Litauen ermöglichte mit seiner Verordnung vom 12. Juni 2001 die Einführung des Profilunterrichts in der Schule zum 1. September 2001. Am 9. Juni 2021 bewilligte die Regierung Litauens die Durchführung des Programms International Baccalaureate.
Am 1. September 2006 wurde die Schule zum St.-Benedikts-Gymnasium.
Seit dem 1. September 2018 bietet das Gymnasium für die Primarschule die Offene Ganztagsschule (OGS) bis 16 Uhr an Arbeitstagen an. Von 2022 bis 2024 wurde das Gymnasium zur Olweus-Schule.
Im Mai 2022 wurden 123 Mitarbeiter am Gymnasium beschäftigt.

## Technische Klasse
Seit 2017 gibt es die sog. Klasse der Technischen Universität Vilnius (VGTU). In der VGTU-Klasse werden die Kenntnisse in exakten und Naturwissenschaften  vertieft und in der praktischen Arbeit angewendet. Gymnasiasten hören Vorlesungen von Universitätslehrern, führen praktische und Laborarbeiten nicht nur am Gymnasium, sondern auch in Universitätslabors, angeleitet von Hochschullehrern, durch. In dieser Klasse können die Schüler die Beratung erhalten und, wenn sie sich für ihre Abschlussarbeit entschieden haben, sich individuell mit den Lehrern zu beraten. Die Schüler der VGTU-Klassen, die am Unterricht teilgenommen haben, erhalten Abschlusszertifikate, sie geben bei der Zulassung an der VGTU einen zusätzlichen Punkt.

## Partnerschaften
Das Gymnasium arbeitet mit der Schule „Litauische Kinder“  in der Stadt Monaghan (Irland) und mit einer Bildungseinrichtung der Stadt Krementschuk in der Ukraine zusammen. Ab 2011 gab es das Austauschprojekt „Sprache und Geschichte“ mit dem deutschen Gymnasium Ulricianum in Aurich in Ostfriesland. Der Zweck des Projektes war, die Schüler mit den Kulturen, Traditionen und Bräuchen beider Länder bekanntzumachen, die Sprachfertigkeiten der deutschen Sprache zu verbessern, die Kommunikation und die Zusammenarbeit zwischen den Gymnasien und Gymnasiasten zu fördern.